# Оден (Мичиген)
Оден (енгл. Oden) насељено је место без административног статуса у америчкој савезној држави Мичиген.

## Демографија
По попису из 2010. године број становника је 363.
| Група             | 2000.    | 2010.       |
| Белци             | 0 (0,0%) | 326 (89,8%) |
| Афроамериканци    | 0 (0,0%) | 1 (0,3%)    |
| Азијати           | 0 (0,0%) | 1 (0,3%)    |
| Хиспаноамериканци | 0 (0,0%) | 7 (1,9%)    |
| Укупно            | 0        | 363         |